# Spitzschnabel-Waldsänger
|  | Dieser Artikel wurde aufgrund von formalen oder inhaltlichen Mängeln in der Qualitätssicherung Biologie zur Verbesserung eingetragen. Dies geschieht, um die Qualität der Biologie-Artikel auf ein akzeptables Niveau zu bringen. Bitte hilf mit, diesen Artikel zu verbessern! Artikel, die nicht signifikant verbessert werden, können gegebenenfalls gelöscht werden. Lies dazu auch die näheren Informationen in den Mindestanforderungen an Biologie-Artikel. Begründung: Veraltet. Viele in Gattung Leiothlypis https://www.worldbirdnames.org/bow/warblers/ |

Die Spitzschnabel-Waldsänger (Vermivora) sind eine aus neun Arten bestehende Singvogel-Gattung in der Familie der Waldsänger (Parulidae). Verbreitet sind die kleinen Vögel von Nordamerika bis Zentralamerika. Ihre Brutgebiete befinden sich in Nordamerika. Über den Winter wandern sie in den Süden von Nordamerika sowie nach Zentralamerika. Als seltene Irrgäste wurden einige Arten auch schon im äußersten Westeuropa nachgewiesen. Der Gelbstirn-Waldsänger (Vermivora bachmanii), der Sümpfe und Tieflandwälder im Südosten von Nordamerika bewohnte, gilt als ausgestorben.

## Arten
| - Blauflügel-Waldsänger (Vermivora pinus) - Brauenwaldsänger (Vermivora peregrina) - Colimawaldsänger (Vermivora crissalis) - Gelbstirn-Waldsänger (Vermivora bachmanii) - Goldflügel-Waldsänger (Vermivora chrysoptera) | - Orangefleck-Waldsänger (Vermivora celata) - Rotbürzel-Waldsänger (Vermivora luciae) - Rubinfleck-Waldsänger (Vermivora ruficapilla) - Gelbsteiß-Waldsänger (Vermivora virginiae) |